# Colima (gmina)
Colimaⓘ – to gmina we wschodniej części meksykańskiego stanu Colima. Według spisu ludności z roku 2010, gminę zamieszkuje 354 305 mieszkańców. Gęstość zaludnienia wynosi 212 osób na kilometr kwadratowy. Stolicą jest miasto o tej samej nazwie – Colima.
Gmina Colima graniczy z Coquimatlán od zachodu, z Ixtlahuacán od południa, a z Villa de Álvarez i Cuauhtémoc od północy.
Największym miastem gminy jest Colima, którą zamieszkuje 123 597 mieszkańców.